# Hans Kumpf
Hans Kumpf (* 8. Juni 1951 in Stuttgart) ist ein deutscher Jazzklarinettist, Autor und Fotograf.

## Leben
Seine erste Plattenaufnahme machte Kumpf 1962, als 10-jähriger Flügelhornist im Ulmer Münster beim Landesposaunentag, aufgenommen von Rolf Bauer. Nach dem Musikabitur studierte Kumpf zunächst bei Helmut Lachenmann an der Pädagogischen Hochschule Ludwigsburg und besuchte in Darmstadt die Internationalen Kurse für Neue Musik; daneben absolvierte er auch Jazzkurse in Remscheid, bei Erwin Lehn, Albert Mangelsdorff und Johnny Griffin. 1972 stellte er sich beim Deutschen Jazzfestival in Frankfurt mit der Gruppe AK Musick vor. 1975 holte ihn Wolfgang Dauner zu einer Produktion der von diesem geleiteten Radio Jazz Group Stuttgart mit Louis Moholo und Irène Schweizer; 1976 brachte er eine Duoplatte mit Perry Robinson heraus und spielte mit Theo Jörgensmanns Projekt Clarinet Contrast. Anschließend musizierte er mit John Fischer, in Moskau, Zürich und Le Mans. 1979 trat er in New York City mit Perry Robinson auf. Er besuchte seit 1980 wiederholt Russland, wo er mit Avantgardemusikern zusammenarbeitete. Auch arbeitete er mit Harry Tavitian und Jürg Solothurnmann zusammen. Mit dem Jugendjazzorchester Baden-Württemberg war er 1990 in Indonesien.
Neben Soloauftritten arbeitet er mit den Bassisten Jan Jankeje und Vitold Rek. Mit seiner Frau Katarzyna Kumpf veranstaltet er auch Jazz & Lyrik-Konzerte mit polnischer Poesie.
Kumpf analysierte in einem 1976 erschienenen Buch das Verhältnis von postserieller Musik und Free Jazz (2. Aufl. 1981) und veröffentlichte auch mehrere Zustandsanalysen in Jazzforschung. Er schreibt regelmäßig für Zeitschriften wie das Jazz Podium, ist seit 1997 Kolumnist der Jazzpages und ist auch als Jazzfotograf hervorgetreten.
In seinem Hauptberuf arbeitete er als Lehrer. Kumpf lebt in Schwäbisch Hall.

## Buchveröffentlichungen
- Postserielle Musik und Free Jazz: (2. Auflage 1981, Rohrdorfer Musikverlag, ISBN 3-922438-06-7).
- Glotzmusik – Gesellschaftliche Rollen von Musik: (1980, Rohrdorfer Musikverlag, ISBN 3-922438-01-6).

## Diskographische Hinweise
- "Free Blacks - Clarinet Duos", feat. Perry Robinson (+ Wolfgang Dauner, Ringmodulation) (AKM 002)
- "In Time", feat. Theo Joergensmann, Bernd Konrad (AKM 003)
- "Jam Session Leningrad", feat. Anatoly Vapirov, Sergey Kuryokhin, Alexander Alexandrov (FUSION 8004, AKM 004)
- "Jam Session Moscow", feat. John Fischer, Leonid Chizhik, Alexey Zubov (FUSION 8005, RE 005, AKM 005)
- "On A Baltic Trip", feat. Vyacheslav Ganelin, Vladimir Tarasov, Ivars Galenieks, Lembit Saarsalu, Rejn Rannap (Leo Records 122, AKM 006)
- "East-West Creativ Combinations", feat. Harry Tavitian, Corneliu Stroe, Reinhart Hammerschmidt (ST 7001, Leader Jazz Records, Romania)
- "Swiss Radio Days Vol. 4 - Travelog", feat. John Fischer, Mark Whitecage (ReEntry RE 016)